# Übel Blatt
Übel Blatt (japanisch ユーベルブラット Yūberu Buratto) ist eine japanische Mangareihe des Mangaka Etorōji Shiono. Übel Blatt erschien von Dezember 2004 bis September 2009 im Magazin Young Gangan, pausierte von 2009 bis 2011 und wurde von August 2011 bis März 2019 im Magazin Monthly Big Gangan bis zum Ende der Serie fortgesetzt. Die Reihe wurde 2008 mit dem Japan Expo Award für die beste Seinen-Serie ausgezeichnet und 2025 als Anime adaptiert. In Japan werden die Bände vom Verlag Square Enix vertrieben. Der Manga lässt sich den Genres Dark Fantasy, Action und Splatter zuordnen. In Deutschland wird die Serie für Leser ab 16 Jahren empfohlen.
Blatt hat in diesem Fall die Bedeutung „Klinge“ (siehe auch Blatt), vgl. auch English blade.

## Handlung

### Prolog
Im Jahr 3968 nach der göttlichen Schenkung wurde das Kaiserreich Saalandien von den dunklen Armeen der Wischtech bedroht. Der Kaiser schickte vierzehn tapfere Helden aus, um den Feind zu besiegen. Jedoch starben auf dem Weg drei der Helden. Sie wurden zu denen, die nicht heimkehrten. Vier von ihnen liefen zum Feind über und wurden zu den betrügerischen Lanzen. Die restlichen Sieben wurden als die Sieben Helden bekannt.

### Haupthandlung
Im Jahr 3992 nach der göttlichen Schenkung herrscht in den Grenzgebieten Unruhe, weil die Schwarze-Schwingen-Schwert-Armee plündernd umherzieht. Der junge Halbmensch Keinzell zieht durch die Grenzländer, um ins Kaiserreich zu gelangen. Er stellt sich den vier betrügerischen Lanzen – Kfer, Güsstave, Krentel und dem Anführer der Schwarze-Schwingen-Schwert-Armee, Ascheriit – entgegen. Er entlarvt diesen als Betrüger, da er einst selbst unter dem Namen Ascheriit bekannt war und sich an den Sieben Helden, welche ihn in der Vergangenheit beinahe töteten, rächen will.
Nachdem Keinzell die Grenzgebiete verlassen hatte, war sein erstes Ziel die Stadt Rielde Velem, die auf einer unterirdischen Festung erbaut wurde. Sie wurde im Krieg abwechselnd vom Kaiserreich und den Wischtech erobert. Sein erster Versuch, die Tausend-Steinlanzen (ein gigantischer Wall aus lanzenähnlichen Felsen) zu überwinden, indem er sich zwischen Waren versteckt, scheitert, als die junge Piepsi entdeckt wird. Er versucht, ihr zu helfen, indem er behauptet, ihr Stiefbruder zu sein. Wid besticht schließlich die Kampfmönche, um beide zu retten. Er stellt Keinzell zur Rede und wird Zeuge von Keinzells Schwertfähigkeiten, als dieser die dreizehn Kampfmönche, welche sie verfolgten, tötet, ohne dabei auch nur einmal getroffen zu werden. Wid nimmt Keinzell und Piepsi mit zu Althea, wo er sie bittet, kein weiteres Geld für seine zusätzlichen Gefährten zu verlangen. Althea willigt ein, wenn Keinzell die Nacht mit ihr verbringt. Kurz darauf führt der feige Rashev eine Razzia in Altheas Bar durch. Keinzell besiegt die Truppen mit Leichtigkeit, und Rashev flieht. Althea führt Wid, Piepsi und Keinzell in einen alten Tunnel, der sie zu den Flugdrachenschiffen führt, welche nicht mehr verwendet werden. Im Tunnel leben affenähnliche Mutanten, die durch die Experimente der Wischtech entstanden sind. Ein besonders großes Exemplar schlägt ein Loch in den Tunnel und knockt Keinzell aus. Wid stellt sich dem Monster, wird aber ebenfalls besiegt. Kurz bevor das Monster Althea und Piepsi frisst, wird es von Keinzell besiegt, da durch das Loch Mondlicht hereinkommt, welches ihn regeneriert. Rashev greift nach dem Tod des Monsters gemeinsam mit dem Söldner Rangsatz an, welcher ein magisches Schwert besitzt, an das eine Elfe gebunden ist. Mit diesem Schwert ist er in der Lage, Schockwellen zu erzeugen, die alles vernichten. Da Rangsatz mehr verlangt, können Piepsi, Wid und Althea entkommen, während Keinzell durch einen Angriff in ein Loch geschleudert wird. Keinzell landet in den Katakomben, wo er sich Rashev und der Elite-Garde der Kampfmönche stellt. Er nutzt sein Wissen um die alte Festung, um die Elite mit einer der alten Fallen zu töten. Er dringt in das Heiligtum des Klosters der Stadt ein, wo er auf den Hohepriester und den Erbauer der Tausend-Steinlanzen, Elgnach, trifft. Keinzell führt ein kurzes Gespräch mit dem versteinerten Elgnach, da dieser einer der drei Lanzen war, die nicht heimkehrten. Er zerstört das Zentrum des magischen Zirkels, und die Tausend-Steinlanzen stürzen in sich zusammen. Althea, Wid und Piepsi können ein kleines Flugdrachenschiff kapern und folgen Keinzell, welcher auf einem Drachen in Richtung Feldlager der Sieben Helden weiterreist, da sich zu diesem Zeitpunkt alle sieben Helden an einem Ort versammelt haben.
Im Feldlager wird er von Mitgliedern des Ordens der Sieben Lanzen davon abgehalten, Glenn zu töten. Dieser vergibt Keinzell vor den Augen des Volkes, wodurch Keinzell in ein psychisches Loch fällt und depressiv wird, da er erkennt, welchen Rückhalt das Volk den Sieben Helden gibt. Er wird von einer schwarz gekleideten Gestalt auf einem Schwingenwolf angegriffen und entführt; Wid rettet ihn, indem er den Entführer und dessen Reittier mit dem Flugdrachenschiff rammt, was einen Absturz beider Parteien zur Folge hat. Der Entführer will den bewusstlosen Keinzell töten, wird aber von Piepsi aufgehalten. Als der Entführer nun auch Piepsi töten will, um an Keinzell zu gelangen, erhebt sich Keinzell, verteidigt Piepsi und zerstört die Maske des Entführers. Wid erkennt den Entführer als Ato, da er Mitglied der Leibgarde der Königlichen Familie von Kscharlund ist und im Kaiserreich nach der entführten Prinzessin Sharlen sucht.
In der Poststation Ahadod Shado kommen alle in Zelten unter, und Wid erklärt, dass er Keinzells Kraft brauche, da dieser der Held der Grenzländer sei. Ato erwidert, dass sie Keinzell im Namen ihres Bruders Klato töten will, der von Keinzell getötet wurde, nachdem Keinzell Güsstave getötet hatte. Keinzell erwacht aus seiner Ohnmacht und sagt zu Ato, dass sie ihn ruhig töten könne. Sie wird von Wid aufgehalten, da er argumentiert, dass sie mit ihren Fähigkeiten niemals in der Lage wäre, ihn zu töten. Währenddessen trifft Piepsi auf den jungen Zephy und dessen Eltern, die, wie sie, Halbmenschen vom Stamm der Miruel-Mirael sind. Althea stößt zu ihnen, und Zephys Familie bietet beiden an, sie zu begleiten, wenn sie zu dem Land aufbrechen, das ihnen versprochen wurde, um ein Dorf zu gründen. Sie willigen ein und teilen dies der Gruppe mit. Drei Tage später sucht Ato erfolglos nach dem Flugdrachenschiff, auf dem sich Sharlen befinden soll. Zephy findet mehrere Soldaten, die Halbmenschfrauen gefangen halten. Diese Soldaten wollen Zephy daraufhin töten. In der Zwischenzeit verlässt Keinzell seit langem mal wieder das Zelt, und Piepsi bringt ihm Suppe und teilt ihm mit, dass sie am Morgen aufbrechen werde. Zu ihnen stößt Zenturio Genranpen, den Piepsi fröhlich begrüßt, da dieser sie und die anderen zu ihrem neuen Dorf eskortieren soll. Wid stößt hinzu und erkennt Genranpen als Entführer von Prinzessin Sharlen und stellt ihn zur Rede. Dieser streitet alles ab und bezeichnet sich selbst als Kriegsfee, die die Gottheit beschützt. Zephy erreicht die Gruppe und führt die gefangenen Soldaten mit. Er erzählt Genranpen, was er gesehen hat, woraufhin dieser von den Soldaten eine Erklärung verlangt. Diese zeigen ihm einen Dolch, der sie als Mitglieder der landgräflichen Armee ausweist und sogar länger ist als der Dolch von Genranpen, wodurch sie eine höhere Stellung haben. Sie fordern Zephy auf und sagen, dass egal, was sie tun, Schtemwölch sich als Schild vor sie stellen werde. Genranpen gerät in einen Konflikt, und die Soldaten beginnen, Schtemwölch zu preisen. Daraufhin rastet Keinzell aus und tötet den ersten von ihnen. Er findet es leicht und tötet auch die anderen Soldaten – außer den Besitzer des Dolches. Kommandant Fargo kommt hinzu, tötet den letzten Soldaten und erklärt, dass ihm dieser Dolch gestohlen worden sei. Wid stellt ihn zur Rede, und Fargo verrät ihm und Ato, dass sie Sharlen in seiner Residenz am Stadtrand antreffen können. Zephy führt Genranpen zu den gefangenen Frauen, und die Gruppe freut sich, dass Keinzell endlich wieder der Alte ist.
Keinzell verbringt die Nacht mit Althea, während Wid und Ato zur Residenz Fargos gehen. Dort müssen sie feststellen, dass Fargo sie hereingelegt hat und dass sie gegen die Soldaten kämpfen müssen, welche zuvor von Keinzell getötet worden waren und durch einen Parasiten wieder auferstanden sind. Fargo selbst geht maskiert zum Zelt, um Zephys Familie auszurotten, da dieser seinen Plan vereitelt hatte, als er die Frauen sah. Piepsi befindet sich neben dem Zelt, als Fargo beim Sturz aus dem Zelt Zephys Eltern tötet, während Zephy schläft. Zephys Vater schafft es, Fargo die Maske herunterzureißen, und Piepsi ist absolut entsetzt. Als Piepsi ihn fragt, was mit den Versprechen gewesen sei, sagt er ihr, dass das alles gelogen gewesen sei und es kein Dorf gebe. Piepsi greift ihn an und wird in den Bauch getreten. Fargo nutzt einen in seinem Körper lebenden Parasiten, um Zephys tote Eltern in ein Monster zu verwandeln, das darauf abzielt, den schlafenden Zephy zu töten. Piepsi versucht, Zephy zu beschützen; dieser wacht auf und wird vom Monster niedergeschlagen. Als das Monster dann Piepsi töten will, wird es von Keinzell abgewehrt. Dieser hört dank seiner „Elfenohren“ den verzweifelten Schrei von Piepsis Seele. Piepsi berichtet ihm, was passiert ist, und Keinzell bittet Zephys Eltern um Verzeihung, bevor er das Monster mit seinen schwarzen Schwertern angreift und tötet. Anschließend wendet er sich Fargo zu, der sich auf Schtemwölch bezieht; Keinzell trennt ihm daraufhin den rechten Arm mit den schwarzen Schwertern ab. Keinzell dankt Fargo, da er sich durch ihn wieder an das erinnert, was die Sieben Helden getan hatten – an all den Schmerz, die Trauer und die Verzweiflung, als sie ihn in Stücke hackten. Durch die Sieben haben Maden wie Fargo ein gutes Leben, während Leute wie Piepsi leiden müssen. Wid und Ato erkennen, dass alles aus der Luft gegriffen ist, da sie mit dem Schwingenwolf fliehen konnten. Wid erblickt zum ersten Mal das schwarze Schwert. Bevor Keinzell Fargo töten kann, wachen die Lagerbewohner wegen des Lärms auf und halten Keinzell für das Monster und den Schurken, da sie das Schwarze Schwert sehen und Fargo für ein Opfer halten. Wid und Ato lesen Keinzell auf und fliehen.
Während einer Pause möchte Wid die Zusammenhänge wissen, die Keinzell bei seinem Gespräch mit Fargo erwähnte. Keinzell gibt ihm und Ato zu verstehen, dass er es ihnen später erzählen werde, da sein Ziel zuerst Schtemwölch sei. Inzwischen erreicht Rosen mit seinen Begleitern die Burg von Schtemwölch, um ihn vor Keinzell zu warnen – der irgendwann sicher auch Schtemwölch ins Visier nehmen wird. Schtemwölch sagt Rosen jedoch, dass er keinerlei Angst habe, da ihn das Volk schon früher beschützt habe. Als der schwerverletzte Fargo eintrifft und Schtemwölch alles berichtet, lässt dieser sofort alle Truppen mobilisieren.
Als Keinzell mit Ato, Wid und dem Schwingenwolf eintrifft, misslingt es den Schlosstruppen, ihn abzuschießen, weshalb die riesige Dämonenwaffe Drachenmaul – welche in seiner Zeit von Ascheriit und Schtemwölch im Kampf gegen die Wischtech einsatzbereit gemacht wurde – mit ihrem Donnerseufzer eingesetzt wird. Keinzell zerschlägt den Angriff und schlängelt sich gemeinsam mit Wid und Ato durch das Kanonenrohr des Drachenmauls zu einem Geheimgang. In diesem Geheimgang treffen sie auf den schockierten Genranpen, der sie zu einem Heiligtum führt, in dem sich Fargo und Schtemwölch aufhalten. Da er dort normalerweise nur Frauen hinbringt, muss sich die Gruppe als Frauen tarnen. Im ersten Saal des Heiligtums treffen sie auf Fargo, der Genranpen erklärt, dass die Frauen, die er zur Burg gebracht hatte, krank gewesen seien und sie ihnen nur helfen wollten. Genranpen glaubt ihm und lässt die Tarnung von Keinzell, Ato und Wid auffliegen. Fargo greift Genranpen dann an und offenbart einen tentakelartigen Parasiten, der seinen rechten Arm ersetzt, und erklärt, dass dies eigentlich mit den Frauen passiert sei. Als ein Kampf entbrennt, kann Keinzell Fargo mit Genranpens Dolch töten.
Im Inneren des Heiligtums trifft Keinzell auf Schtemwölch und greift diesen sofort an. Ato und Wid finden Sharlen, die gerade von Sektenmitgliedern, welche Schtemwölch dienen, untersucht wird. Wid befreit sie, und Ato will Keinzell helfen. Dieser ist Schtemwölch jedoch überlegen; wiederum erkennt dieser, dass Keinzell Ascheriit ist, und bekommt daraufhin Angst. Als er Keinzell als Ascheriit bezeichnet, erfahren auch Wid und Ato von seiner Identität. Im Kampf setzt Schtemwölch dann auf seine Elitegarde, die aus willenlosen Frauen mit Elfenblut besteht und die er mittels eines Parasiten kontrolliert. Die Garde überwältigt Keinzell. Schtemwölch will Keinzell als Versuchsobjekt benutzen, um herauszufinden, wie er es schaffte, den jungen Körper zu erlangen, und hofft, dieses Phänomen für sich reproduzieren zu können. Keinzell hört dann die stummen Schreie der Seelen der Frauen, die die Elitegarde bilden. Diese Schreie lassen sein Elfenblut vollständig erwachen und außer Kontrolle geraten. Ihm wachsen Flügel, und er tötet die Garde, die Sektenmitglieder und zuletzt Schtemwölch. Ato und Wid bringen den geschwächten Keinzell und Sharlen nach Schtemwölchs Tod in Sicherheit, während das Gewölbe zusammenstürzt.
Beim Trauerzug für Schtemwölch und Fargo treffen Althea und Piepsi auf den verkleideten Wid, der Verpflegung kauft. Dieser führt sie zur Höhle, in der Keinzell sich regeneriert. Keinzell erzählt allen, was wirklich vor zwanzig Jahren im Todwald passierte. In der Nacht stellt Wid Ato zur Rede, als diese das traditionelle schwarze Gewand der Rache verbrennt. Sie teilt ihm ihre Entscheidung mit. Als Keinzell weiterreist, verabschieden sich Sharlen und Wid von ihm, da sie mit dem Schwingenwolf nach Kscharlund zurückkehren. Allerdings verspricht Wid, dass er Keinzell irgendwann unterstützen werde, und bittet ihn, gut auf Prinzessin Ato aufzupassen – Ato, Althea und Piepsi begleiten ihn nämlich weiter.
In der freien Stadt Jullas Abllas verstecken sich Althea, Ato und Piepsi in einer Tanzbar, um nach Keinzell zu suchen. Dieser hat sich heimlich davongeschlichen, und es gibt immer wieder Berichte, dass ein Halbmensch mit einer Narbe über einem Auge die Soldaten von Balester in den kleinen Dörfern rund um die Stadt tötet. Doch Keinzell befindet sich in der Stadt und hat sich mit etwas Schminke und einem Mantel als junge Frau getarnt, um eine Karte der Berge nördlich der Stadt zu ergattern, in denen sich Balesters Festung befindet. Allerdings hat Balester ein Dekret erlassen, wonach der Verkauf solcher Karten streng verboten ist.
In der Bar wird derweil ein Theaterstück aufgeführt, das zuerst die Abenteuer des Helden der Grenzländer zeigt, bevor es den Tod von Schtemwölch darstellt. Einige betrunkene Soldaten von Balester regen sich darüber auf und wollen sogar den Darsteller, der Keinzell verkörpert, töten. Als Ato versucht, dazwischenzugehen, bekommt sie Hilfe vom jungen Ikfes, der den Randalierern gleich Gliedmaßen ausrenkt. Keinzell hat alles mitangesehen und ist froh, dass alles so schnell vorüber war und er nicht eingreifen musste. Ikfes wird am Stadtrand von Rosen abgeholt, da beide im Dienst von Glenn stehen. Balesters Kommandanten brechen mit den betrunkenen Soldaten, deren Gliedmaßen bereits eingerenkt wurden, auf, um die Stadt – wegen der Unterstützung des Rebellen – angreifen zu können.
Am nächsten Tag befindet sich Elsaria mit ihrem Team beim Mittagessen mit dem Feudalherren von Jullas Abllas, der ihnen die Erlaubnis erteilt, in der Stadt nach dem Rebellischen-Heldenmörder zu suchen. Die Zusammenkunft wird durch Balesters Kriegsmaschinen gestört, und Elsaria kann mit Vogt Valge, dem Kommandanten der Armee, eine Schonfrist von zehn Tagen aushandeln, in denen die Stadt nicht angegriffen werden darf – ohne zu ahnen, dass Keinzell keine zehn Meter von ihnen entfernt am Tisch sitzt. In der Zwischenzeit erreichen Rosen und Ikfes die Schwertburg, wo auch Glenn derzeit trainiert. Glenn erzählt Meisterin Gurie von seinem Verbrechen, verdreht aber die Tatsachen so, dass Ascheriit, Krentel, Kfer und Güsstave sich angeblich mit den Wischtech verbündet hätten, um Frieden auszuhandeln, und dass er und die sechs anderen die Mission beendet hätten.
In Jullas Abllas gelingt es Elsarias Team mithilfe der Windelfe Suphie, Keinzell in einer Lagerhalle aufzuspüren. Ein Kampf entbrennt und zieht sich bis in die Nacht. Keinzell ist dem vierköpfigen, erfahrenen Team selbst mit zwei Messern ebenbürtig. Die Situation ändert sich, als Ato dazukommt und gegen Elsaria kämpft. Daraufhin wird Keinzell abgelenkt, da er sich um Ato sorgt. Ato will allerdings nur von ihm anerkannt werden und ihm zeigen, dass sie stark ist. Als Ato schwer verletzt wird, flieht Keinzell mit ihr und versteckt sie bei Althea und Piepsi unter der Tanzbar. Balester ordnet die Zerstörung und Plünderung von Jullas Abllas an. Keinzell holt sich seine Ausrüstung und will in den Bergen allein nach der Festung suchen, als Elsarias Team ihn wiederfindet. Sie können ihn in einem Bannkreis lähmen, während die schwer verletzte Ato sich zum Kampfplatz schleppt und einen der Talismane des Bannkreises zerstört, wodurch Keinzell frei wird.
Als die ersten Katapulte Teile der Mauer zerstören, wird Ato durch eine einstürzende Mauer noch schwerer verletzt, und Keinzell bringt sie in Sicherheit. Dort sagt er ihr, dass er sie anerkenne und sie als Schülerin aufnehme. Als sie fast stirbt, gibt er ihr sein Blut, welches sie regeneriert. Während die Soldaten plündern, versucht Elsaria erneut zu verhandeln, stößt jedoch auf taube Ohren, da sie sich aufgrund ihrer politischen Stellung nicht offen gegen Balester stellen kann. Als Elsaria miterleben muss, wie ein Soldat eine Frau vor den Augen ihres Kindes schänden will, müssen ihre Untergebenen eingreifen, um ihn aufzuhalten. Keinzell greift ein und tötet den Soldaten. Er beginnt, gegen die Armee zu kämpfen, tötet allein mehrere Dutzend Soldaten und schafft es sogar, die Armee alleine zurückzudrängen. Währenddessen schlichtet Althea einen Streit zwischen dem Anführer der Bürgerwehr und dem Anführer der bewaffneten Bürger, woraufhin beide Gruppen zusammenarbeiten, um die Angreifer zurückzudrängen.
Als Keinzell anfängt zu schwächeln, kommt die regenerierte Ato ihm zu Hilfe, und auch Elsaria kommt ihm unter dem Vorwand, gegen die Plünderer zu kämpfen, zu Hilfe. Elsaria beginnt, Keinzell als Helden zu sehen. Als es Abend wird, wendet sich das Blatt, als Balester mit seiner fliegenden Festung eintrifft und die Stadt bombardiert. Keinzell und Ato stehlen Drachen und greifen die Festung an, während Elsaria das neue Flugdrachenmutterschiff von Glenn aus der Werft in Jullas Abllas kapert. Keinzell kann die meisten der Drachentruppen von Balester vom Himmel holen. Die Bürger der Stadt bezeichnen Keinzell als Helden, als sie ihn mit dem schwarzen Schwert vor den beiden Sichelmonden auf dem Kirchturm stehen sehen. Keinzell schafft es, die Festung zu infiltrieren, während immer mehr Soldaten fliehen. Im Fluchthangar trifft Keinzell auf einen vollkommen verzweifelten Balester, der sich in seiner Panik an bessere Zeiten erinnert, und tötet ihn. Nach Balesters Tod erreichen Rosen und Ikfes die Festung, und Ikfes stellt sich Keinzell.
Beide sind sich recht ebenbürtig, bis Ikfes seine unvollständigen Schwarzen Schwingen einsetzt, die Keinzell schwer zusetzen. Keinzell kann den Kampf jedoch für sich entscheiden, als er seine Schwarzen Schwingen einsetzt und Ikfes besiegt. Ikfes erleidet einen leichten Nervenzusammenbruch, da Keinzell die eigentlich absolut tödlichen Schwarzen Schwingen einsetzte und ihn am Leben ließ.
Nach dem Tod von Balester steht Elsaria in der Burg des Feudalherren unter Hausarrest, während die Bürger das Wappen ihres neuen Helden Keinzell hissen (vier schwarze Klingen vor zwei Sichelmonden). Ein kleiner Lord aus den Bergen versucht, die Stadt zu übernehmen, wird allerdings schnell von Keinzell vertrieben, der dann das Wappen zerstört und mit Ato weiterreist – Piepsi und Althea werden zurückgelassen. Althea wird die neue Anführerin der bewaffneten Bürger, und ein hoher Soldat Balesters befreit Valge. Beide planen, sich mithilfe eines Magiers, der das Monster in der Kanalisation kontrollieren kann, an der Stadt zu rächen. Althea und ihre Truppe stellen den Magier während eines Rituals, und Piepsi schlägt ihn, woraufhin dieser sich als Rashev entpuppt, der irgendwie überlebte. Elsaria und ihr Team stoßen dazu, als das Monster angreift – im Fackelschein entpuppt es sich allerdings als Genranpen. Nach dem Sieg über die verbleibenden Truppen, wobei Rashev, Valge und ein weiterer fliehen konnten, ist Genranpen überglücklich, seine kleine Freundin Piepsi wiederzusehen. Er erzählt, dass er dank des Parasiten von Fargo überlebte, der im Überlebenskampf vom toten Fargo auf Genranpen übersprang – woraufhin Genranpen beschloss, seine schlimmen Taten mit seiner neuen Kraft wieder gutzumachen. Piepsi und Genranpen reisen mit Elsarias Truppe weiter, in der Hoffnung, so Keinzell wiederzufinden, während Althea in Jullas Abllas verbleibt.
Während Ato und Keinzell weiterreisen und immer wieder trainieren, trainiert Ikfes in der Schwertburg und erhält von Glenn das Schwert aus Feen-Erz, das Ascheriit im Alter von fünf Jahren schmiedete. Glenn erhält vom Kaiser das Kommando über die Jagd nach dem rebellischen Heldenmörder. Glenn lässt seine Truppen vor allem in der Mondgrafschaft Roggo und der Burggrafschaft Zighiid postieren, da dies Keinzells wahrscheinlichste Reiserouten sind. Erst sehr spät lässt er Soldaten an einem geheimen Tunnel postieren, den damals die vierzehn Helden verwendeten. Keinzell und Ato nehmen diese geheime Passage und gelangen direkt nach Krohzen, wo sie von einer kleineren Suchmannschaft erwartet werden. Rebelont schickt noch seine Kurzdrachentruppe dazu. Ato und Keinzell können ihre Verfolger austricksen und zwei Kurzdrachen stehlen. Sie fliegen direkt auf das Hauptquartier der Jagd in Krohzen zu, während sie ein Flugdrachenmutterschiff im Schlepptau haben. Als sie am Hauptquartier ankommen, lässt Keinzell das Flugdrachenmutterschiff abstürzen und nutzt das Chaos, um an allen Truppen vorbeizuschießen und direkt Glenn anzugreifen, den er dabei tötet.
Während das Kaiserreich um den gefallenen Glenn trauert, machen sich Ato und Keinzell auf den Weg nach Jebr, während der Orden der Sieben Lanzen und Ikfes in Rebelonts Dienste treten, um gegen Keinzell zu kämpfen. In Jebr merken Keinzell und Ato, wie angespannt die Situation ist, da durch Glenns Tod ein erneuter Bürgerkrieg auszubrechen droht. Sie treffen auf Kwelia Sevohlleea und ihren Bruder Ravan, dem Oberhaupt des Sevohleea-Klans. In deren Residenz erfährt Keinzell, dass durch Kfers Tod und seine Brandmarkung als Verräter ein Bürgerkrieg ausgebrochen ist, der nach fünf Jahren gewaltsam durch Glenn beendet wurde. Durch Kwelia erfährt Keinzell auch ein wenig vom Schicksal von Kfers Frau und dessen Kind. Ravan erkennt Keinzell als Glenns Mörder, hegt ihm jedoch keinen Groll, da er mittels Konversation Frieden mit den anderen Klans schließen möchte, um noch mehr Hass und unnötiges Blutvergießen zu vermeiden. Er lässt Keinzell und Ato im Gästehaus weiter nördlich unterkommen.
Elsaria und ihr Team treffen ebenfalls in Jebr ein und erhalten Audienz bei Ravan, da sie eine alte Freundin von Kwelia ist. Sie erklärt ihm, dass sie als Mediatorin agieren werde, um die Klans zum Frieden zu bewegen. Danach begibt sie sich zum Gästehaus und trifft in der Thermalquelle auf Keinzell, den sie zur Rede stellt. Sie erfährt nämlich von Piepsi über Keinzells Identität als Ascheriit und was wirklich im Todwald geschah. Kwelia belauscht die beiden heimlich und ist froh, dass Kfer einer der wahren Helden war. Elsaria und ihr Team reisen zu den anderen Klans, während Piepsi und Genranpen bei Keinzell und Ato bleiben. Keinzells Team setzt seine Reise nach Norden fort, da Keinzell die Grabsteine der Betrügerischen Lanzen, die von Glenn errichtet wurden, sehen will. Dort trifft er auf Kfers Frau und ihren zweiten Sohn. Nach einem kurzen Gespräch bemerkt Keinzell am Himmel unzählige Flugdrachenschiffe.
Rebelont ist in Jebr eingefallen und stellt den Klans ein Ultimatum von zehn Tagen, um Keinzell auszuliefern bzw. seinen Kopf zu überbringen, da er sie ansonsten als Mitverschwörer ansehen und vernichten wird. Nach fünf Tagen fliehen Keinzell und sein Team in den Wald, wo sie auf den König des Waldes (ein riesiges bärenähnliches Urtier) treffen und ihn besiegen. Nun sind sie aber im Wald gefangen.
Nach Ablauf der Frist sind alle Klans und deren Mitglieder an der großen Schlucht versammelt, wo Rebelont eine Festung errichtet hat. Rebelont will mit der Ausradierung beginnen, als Keinzell und sein Team auf dem Rücken des Königs des Waldes einfliegen. Elsaria ist glücklich und besorgt, dass Keinzell da ist. Er verspricht ihr, dass er zurückkommen werde, um mit ihr das Volk zu beschützen, wodurch er in ihren Augen endgültig zum Helden wird. Als Keinzell sich stellt, muss er sich erneut Ikfes stellen, während Rebelont offenbart, dass Ikfes der Sohn von Kfer Jabnaress und somit der rechtmäßige Herrscher über Jebr ist. Im Kampf kann Ikfes Keinzells Schwarze Schwingen fast abwehren, bemerkt jedoch eine Bewegung, die eigentlich nicht zum Roggo-System gehört. Keinzell erklärt Ikfes, dass Ascheriits Schwarze Schwingen sich von den normalen unterscheiden, da Ascheriit auch die Schwertkunst der Jabnaress in seine Technik einarbeitete. Dadurch ermutigt, gelingt es Ikfes, Keinzell mit den Schwarzen Schwingen zu besiegen. Er möchte daraufhin Keinzells Schüler werden, doch Rebelont lässt eine Dämonenwaffe auf Keinzell abfeuern, wodurch dieser in die Schlucht fällt. Daraufhin bricht eine Revolte aus, da sich alle Klans dem Herrscherklan der Jabnaress anschließen und Rebelont als nicht würdig erachten, über Jebr zu herrschen. Rosen und der Orden der Sieben Lanzen zerstören die Dämonenwaffen der Festung. Fast alle Klansmänner werden jedoch durch das Flugdrachenschiff unter dem Kommando von Rebelonts Kindern ausgelöscht.
Während der Tafelrunde der zehn königlichen Familien bekommt Rebelont immer mehr Macht und Befugnisse. Elsaria will ihn wegen seiner Verbrechen verurteilen, stößt jedoch auf taube Ohren, da Rebelont die Familien entweder bestochen oder belagern ließ. Genranpen, Ato und Piepsi suchen derweil Keinzell, können ihn aber nicht finden. Ikfes wird zum Schwertmeister ernannt und erhält neben einem eigenen Territorium auch das Wappen des Schwertmeisters (ein Schwert auf Schwarzen Schwingen).
Die Kurfürsten planen dann, den Kaiser abzusetzen, um Rebelont dadurch die Macht zu entziehen und seinen Wahnsinn zu beenden, da dieser plant, einen erneuten Krieg mit den Wischtech zu beginnen. Als Rebelont mitbekommt, dass ihm der Verlust seiner Macht droht, lässt er die Festung Rajgredii, in der sich die Kurfürsten versammelt haben, von seinem Sohn Guerod und dem Besieger-Klan belagern. Elsaria kann mithilfe ihres Flugdrachenmutterschiffs (eine verbesserte Version des Schiffs, das sie in Jullas Abllas kapern konnte), Piepsi, Genranpen und Ato die Belagerer in Schach halten. Als aber Betzegarm von den Belagerern es schafft, die Mauer zu erklimmen und sogar Ato besiegen kann, taucht Keinzell wieder auf und zerstört die Belagerungstürme. Betzegarm ergibt sich, als er Keinzell vor sich sieht, da er diesen als Ascheriit erkennt – und weil dieser ihm einmal das Leben gerettet hatte –, woraufhin er ihm Gefolgschaft schwört. Keinzell kann Guerod töten, indem er dessen Flugdrachenschiff zum Absturz bringt.
Keinzell und Elsaria reisen mit ihren Gefährten und dem Flugdrachenmutterschiff nach Föllunglogahe, um dort den letzten Kurfürsten abzuholen, der in der Stadt festsitzt. Dort geraten sie in einen Hinterhalt von Rebelont. Keinzell gelingt es, zu Rebelonts Kommandoschiff vorzudringen, wo er gegen diesen kämpft. Plötzlich taucht eine riesige schwebende Festung auf, und ein wiederauferstandener sowie verjüngter Glenn erscheint. Er sagt zu Rebelont, dieser solle sich sofort ergeben und alle Privilegien dem Kaiser zurückgeben, da es sonst Krieg geben werde. Als Rebelont sich weigert, eröffnet Glenn das Feuer, und der Heldenkrieg beginnt.
Nach mehreren Monaten wird Rebelont in seine Burg in der Hochebene von Dollbaranas zurückgedrängt, wo er langsam Panik bekommt. Keinzell hat sich bereits auf den Weg gemacht und ist nur noch wenige Tagesmärsche entfernt. Rebelont schickt seinen Sohn Rosgnar, seine Tochter Spazu und Ikfes zusammen mit mehreren Soldaten zu Glenns fliegender Festung Himmelsspeer (im Original Gungnir, benannt nach dem Speer des nordischen Gottes Odin), um Frieden auszuhandeln. Es stellt sich als Falle von Rebelont heraus, der die fliegende Festung und Glenns gesamte Flotte für sich haben will. Spazu verwandelt mithilfe von Magie die Soldaten in Monster, die jedoch schnell vom Kommandanten des Gungnir-Ritterordens und von Rangsatz besiegt werden. Rosgnar, Spazu und Ikfes werden gefangen genommen. Inzwischen treffen Güllengurv und Nirgenfeld bei Rebelont ein, wobei Güllengurv auf Rebelonts Wunsch die Tempeljungfrau der Mondenburg mitbringt, um die Zukunft zu prophezeien. Rebelont bekommt Panik, als ihm die Tempeljungfrau mitteilt, dass kein Plan zustande gekommen ist, sondern sein Stern von der Finsternis verschlungen wird.
Glenn gibt Rebelont über das Goldene Ohr eine letzte Chance zur Kapitulation, wobei auch Rosgnar seinen Vater bittet, zu kapitulieren. Rosgnar ist zu Glenn übergelaufen. Rebelont antwortet, indem er Glenns Festung mit dem Mondenschiff bombardieren lässt. Glenn lässt angreifen, und einige seiner Schiffe werden von der Flotte von Rebelonts Sohn Barant abgeschossen. Rebelont zieht sich in sein unterirdisches Arbeitszimmer zurück, während er Güllengurv und Nirgenfeld gefangen hält, als diese mit dem Mondenschiff fliehen wollen; er lässt das Schiff ohne sie ab. Keinzell nutzt den Tumult an der Festung, um diese zu infiltrieren. Güllengurv und Nirgenfeld planen, Glenn Rebelonts Kopf zu übergeben, und nehmen deshalb Waffen an sich. In der Waffenkammer treffen sie auf Keinzell, den sie schnell als Ascheriit erkennen, und werden von ihm getötet.
Rosgnar betritt zusammen mit drei Gefolgsleuten die Burg und begibt sich zu seinem Vater, während Keinzell sie beobachtet. Gaieral verwandelt sich mithilfe des Zaubers von Spazu in ein Monster, um seinem Vater die Flucht zu ermöglichen, da ein Flugdrachenschiff bereitsteht. Rebelont flieht, und Gaieral kann einen von Glenns Männern töten, wird dann aber von einer Frau in Rosgnars Gruppe getötet – diese entpuppt sich als Spazu, die durch Glenns Medizin starke körperliche Veränderungen erfahren hatte, sodass aus der ehemals kleinen, dicken Frau eine hochgewachsene Schönheit wurde.
Kurz bevor Rebelont das Schiff erreicht, wird er von Keinzell gestellt, der seine Elfenkraft kurz außer Kontrolle geraten ließ, um Flügel zu erhalten, und zu Rebelont gleitet. Rebelont erkennt Keinzell als Ascheriit und akzeptiert sein Schicksal, bevor er von Keinzell getötet wird. Spazu sieht Keinzell, als dessen Flügel zerfallen, und greift ihn an. Keinzell gelingt es mit letzter Kraft, ins Flugdrachenschiff zu gelangen und es zu starten. Glenns Rebellion gegen das Kaiserreich beginnt.
Glenn lässt seine Ritter durchs Königreich reisen und versieht Menschen mit Gungnir-Tropfen, um so das Wohlwollen des Volkes zu gewinnen. Währenddessen ist Elsaria mit ihrem Team auf der Burg Leginuhdz, um Graf Zoldeen zu besuchen, dessen Sohn Elsarias Verlobter ist. Sie teilen dem Grafen mit, dass er bald den Kaiser ersetzen solle. Graf Zoldeen sagt ihnen jedoch, dass er bereits Glenn die Treue geschworen habe, da dieser kürzlich seine verstorbene Frau und seinen Sohn wiederbelebt habe. Tatsächlich hat seine Frau wieder das Aussehen von früher, als sie sich verliebten – sein Sohn ist allerdings ein Monster geworden. Als Elsaria gehen will, werden sie von Zoldeens Sohn angegriffen, den sie jedoch unter dem Fallgitter einklemmen und in Brand stecken können. Zoldeen verbrennt bei dem Versuch, seinen Sohn zu befreien. Elsaria muss feststellen, dass durch Rebelonts Taten das Vertrauen vieler Adliger in das Kaiserreich zu bröckeln begann und sich viele bei Glenn einschmeicheln und ihn unterstützen, in der Hoffnung, neue, jüngere Körper zu erhalten.
In einer entfernten Höhle sind Rosen und sein Team auf der Suche nach einem Kameraden, der die Gegend ausspioniert hatte. In der Höhle soll ein furchtbares Monster leben. Rosen findet dort allerdings nur Flugdrachenschiffe und stellt fest, dass dies wohl ein Trockendock für die Wartung von Barants Flugdrachenschiffen ist und dass sich dort auch einige der letzten Rebelonttreuen befinden. Sie können ihren Kameraden zwar befreien, werden jedoch dann von Soldaten und Dorab (dem Monster) angegriffen. Als Ato, Piepsi und Genranpen – die in der Gegend nach Keinzell suchen und trainieren und das Monster der Höhle erschlagen wollten – dazustoßen, erklären die Soldaten, dass in der Höhle vor allem Ingenieure und ihre Familien leben und sie maximal 30 Soldaten zur Verfügung haben, und dass Dorab, trotz seines Aussehens, ein friedliches Wesen sei und nur zur Abschreckung diene. Rosen fragt daraufhin, wo die schwarzgewandeten Männer seien, die er sucht, und erwähnt, dass es eine Verbindung zwischen den Sieben Helden und den Wischtech gebe, da diese Rebelont und anderen der Sieben Helden die dunklen Künste der Wischtech vermittelten. Rudrugio erklärt, er habe die Höhle leer vorgefunden, lediglich Dorab habe darin umhergeirrt – er schließt jedoch nicht aus, dass Dorab mit den Wischtech zu tun haben könnte.
Drei Ritter des Gungnir-Ritterordens stoßen hinzu, deren Anführer Prankfan Rosen kennt. Prankfan erzählt Rosen, dass der Orden der Sieben Lanzen nun zum Gungnir-Ritterorden umgewandelt worden sei, und fordert alle Anwesenden auf, sich zu ergeben und Glenn die Treue zu schwören. Als sich alle weigern, greift Geduzar an und tötet einige der Soldaten, bis Ato ihm in den Weg tritt. Prankfan nutzt dann seine neuen Kräfte und lässt eine Peitsche aus seinem Hals wachsen, mit der er weitere Soldaten tötet. Selbst Rosen ist ihm nicht gewachsen, und Geduzar drängt Ato zurück, die dann Hilfe von Genranpen und Piepsi erhält. Als Prankfan die Ingenieure und ihre Familien töten will, greift Dorab dazwischen und schützt die Leute mit seinem Körper. Als Prankfan auch Dorab töten will, greift Keinzell mit dem Schwarzen Schwert ein und kann Prankfan Arme und Beine abschlagen. Dorab hatte Keinzell gesund gepflegt, als dessen Fluchtschiff durch Rebelonts Fluchttunnel in der Höhle landete und abstürzte. Geduzar und der dritte Ritter lassen Prankfan zurück und ziehen sich zurück, während Prankfan von den Ingenieuren mit einfachen Werkzeugen getötet wird. Genranpen, Piepsi und Ato sind erleichtert, dass sie Keinzell gefunden haben, und Keinzell, Rosen und Rudrugio schließen ein Bündnis. Sie trennen sich an der Höhle, und Keinzell zieht mit Ato, Genranpen und Piepsi weiter, während Rosen zu Glenn will. Glenn beginnt mit dem Bau seiner neuen Hauptstadt im Grenzgebiet.
In der Schwertburg bekommt Gurie Besuch von ihrer ehemaligen Schülerin Desdia und deren Schülerin Gnodis. In einem Übungskampf kann Gnodis fünf von Guries besten Schülern leicht besiegen. Daraufhin bietet Desdia Gurie an, sich zusammen mit ihr Glenn anzuschließen, und überreicht ihr Gungnir-Tropfen, welche ihr und Gnodis nicht nur große Kraft, sondern auch Desdia einen jungen Körper bescherten. Gurie lehnt ab, doch Desdia lässt das Mittel dennoch zurück, falls Gurie ihre Meinung ändern sollte. Desdia versucht es in der Nacht erneut, doch Gurie lehnt die Jugend und Schönheit ab, da sie immer noch um ihren geliebten Ascheriit trauert, der für sie wie ein Sohn war, und Glenn dafür hasst, dass er ihn umgebracht hat.
Heimlich trinkt Hanghial die auf dem Tisch stehenden Gungnir-Tropfen und verwandelt sich bei vollem Bewusstsein in ein Monster. Er tötet einen der Schüler und demonstriert Gurie, wie stark er geworden ist. Diese ist jedoch dazu bereit, ihn zu töten, da er nicht nur der Versuchung der Kraft erlegen ist, sondern auch die heiligen Trainingshallen mit dem Blut seines Waffenbruders besudelt hat. Hanghial flieht daraufhin, und Gurie mobilisiert alle hochrangigen Schüler, um ihn zu jagen.
Im Land der Vorfahren trainieren Keinzell und sein Team weiter. Ato stellt sich den fledermausartigen Volghomuli – Wesen, die alles angreifen, was sie entdecken, und schwächere Gegner bis zum Tode quälen, um ihre Überlegenheit zu demonstrieren. Ato kann einige der Volghomuli abwehren, bis ein Exemplar auftaucht, das in der Hackordnung weit oben steht. Keinzell fängt die fallende Ato auf und verscheucht den Alpha-Volghomuli mit einem einzigen Blick. Er erklärt dann, dass das Land der Vorfahren nur den Besten der Besten unter den Schülern der Schwertburg vorbehalten ist, da dieses Training sehr gefährlich sei. Er selbst habe es bereits im Alter von 14 bis 16 Jahren absolviert. Dabei bemerkt Keinzell eine Kolonne, die sich einer Höhle in den Bergen nähert.
Gurie findet Hanghial in einer Höhle im Land der Vorfahren. Hanghial greift sie und ihre Begleiter an, muss sich dann jedoch Keinzell stellen, der ihn die Klippen hinunterstürzt. Hanghial wird daraufhin von den Volghomuli getötet. Desdia und Gnodis treffen auf einem Drachen ein, und Desdia greift Keinzell an – sie will Glenn den Kopf des Heldenmörders präsentieren. Gnodis verhindert, dass Ato eingreift, und Keinzell und Desdia erweisen sich als ebenbürtig. Gurie erkennt in Keinzells Bewegungen die Technik der Schwertburg und vermutet, er sei der Schüler eines Absolventen, da sie sich an niemanden erinnern kann, der ein solches Maß an Meisterschaft erreicht hätte. Desdia kann Keinzell zu Boden werfen, doch Gurie greift ein, indem sie Desdia ein Schwert in den Rücken rammt. Desdia dreht sich zu Keinzell um und will sich nun um Gurie kümmern, als Keinzell seine Schwarzen Schwingen einsetzt und sie tötet. Gurie erkennt daraufhin, dass sie Ascheriit vor sich hat. Desdia befiehlt mit letzter Kraft, den Drachen Gnodis in Sicherheit zu bringen, da Keinzell Gnodis mit Leichtigkeit töten könnte.
Gurie ist überglücklich, dass Ascheriit lebt, und lässt sich seine Geschichte in der Schwertburg erzählen. Um das Erlebte besser verarbeiten zu können, betrinken sich Gurie und Keinzell. Am Morgen wird Ato von Kampfgeräuschen geweckt und sieht, wie Keinzell und Gurie in Anwesenheit der Schüler einen Übungskampf austragen. Keinzell verliert den Kampf und wird von Gurie zurechtgewiesen, weil er das Schwert nicht richtig führe, sondern sich vom Gewicht herumschwingen lasse. Keinzell will dies mit der Instabilität seines Körpers erklären, doch Gurie will keine Widerworte hören – etwas, das Keinzell als Schüler respektvoll akzeptiert. Gurie erklärt, dass sie Keinzell in die Kaiserstadt bringen werde, da sie an ihn glaube und er dem Kaiser den längst überfälligen Missionsbericht überbringen solle.
Sie reisen mit einem Flugdrachenschiff ab, und Gnodis erreicht die Schwertburg, wo sie auf der Suche nach Keinzell einige der anwesenden Schüler tötet. An der Grenze zur Kaiserstadt treffen sie beim Grenzschutz auf Elsaria in ihrem Luftschiff. Elsaria will den Kaiser absetzen, da dieser nichts mehr unternimmt, und Keinzell sowie sein Team begleiten sie zusammen mit Gurie. Elsaria macht Keinzell für den Zustand des Kaisers und für Glenns Rebellion verantwortlich und ist regelrecht euphorisch, als sie Keinzell erklärt, dass er nun keine andere Wahl habe, als mit ihr in den Kampf zu ziehen und sie zu unterstützen – Gurie lobt Keinzell ob seiner Bekanntschaften. Dies kommentiert Keinzell nicht, da es ihm peinlich ist, wie sehr Elsaria ihn als Verbündeten im Kampf will.
In der Kaiserstadt treffen sie auf General Valzeyrl, einen alten Freund von Elsarias Vater, der eigentlich schon im Ruhestand ist. Der General erklärt, dass er sich aus dem Ruhestand erhoben habe, als der Kaiser sich erhob. Er zeigt ihnen die Hangars und die Waffenkammern, die alle voll sind mit Flugdrachenschiffen und magischen Waffen, die der Kaiser aus allen Teilen des Reiches hat herbeibringen lassen. Unter den Waffen befindet sich auch Kriegsgerät, das der Kaiser persönlich vom zu Glenn übergelaufenen Fürsten erbeutet hat. Der General teilt der Gruppe außerdem mit, dass der Kaiser auf dem Weg zu den Burgen Zaafia und Sorrngdo sei. Zaafia liegt im Besitz des Kaiserreichs, während Sorrngdo in Glenns Hand ist. In Sorrngdo sind derzeit auch Ikfes und Egim inhaftiert.
Beide Burgen belagern sich seit mehreren Wochen, als der Kaiser anfängt, mit einer kleinen Truppe die Burg Sorrngdo einzudringen, die derzeit von Graf Gernandix befehligt wird. Der Kaiser dringt erfolgreich in die Burg ein, zerstört die neu beschafften großen Bomben und das Kriegsgerät. Er bietet Gernandix an, sich zu ergeben – doch dieser will den Kaiser töten. Der Kaiser verfolgt ihn mit seinen zwei Leibwächterinnen und kann ihn stellen. Ein von Glenn geschickt eingesetztes Flugdrachenschiff bombardiert Sorrngdo in der Hoffnung, den Kaiser zu töten. Die Zellenwächter befreien Ikfes und Egim, da diese sich weigern, sich Glenn anzuschließen – sie wollen aber auch nicht, dass Ikfes sinnlos bei der Belagerung stirbt.
Elsaria trifft gemeinsam mit den anderen und ihrem Schiff bei den Burgen ein, um den Kaiser zu unterstützen, und sie zerstören die magischen Waffen des feindlichen Schiffs. Als sie erneut schießen wollen, um das Schiff zu vernichten, bemerken sie, dass Glenns fliegende Festung sich nähert. Glenn lässt in Sorrngdo feuern und tötet dabei Gernandix.
Der Kaiser überlebt, und Elsaria lässt das von Glenn eingesetzte Flugdrachenschiff beschießen, um dessen Waffen lahmzulegen. Als dieses jedoch den Kaiser weiterhin beschießt, lässt Elsaria das Schiff mit der zu 60 % aufgeladenen Hauptwaffe zerstören. Einige Ritter des Gungnir-Ritterordens überleben und greifen den Kaiser an. Eine Gefährtin des Kaisers erschafft eine schützende Barriere, die jedoch von den Rittern zerstört wird. In der kurzen Reaktionspause schafft es der Kaiser, einen der Ritter zu töten und einen anderen tödlich zu verwunden. Das Angebot der Ritter, der Kaiser solle sich ergeben und Glenn die Krone übergeben, lehnt dieser lachend ab, tötet aber den verwundeten Ritter. Einer der Ritter verwandelt sich in ein Monster und drängt den Kaiser zurück. Dieser wird vom zur Hilfe geeilten Keinzell getötet. Keinzell ist überglücklich, den Kaiser wiederzusehen, wird jedoch von Gnodis angegriffen, bevor er sich dem Kaiser offenbaren kann. Die Ritter wollen den Kaiser töten und überleben sogar einen Blitzangriff von Piepsi. Als das Leben des Kaisers in Gefahr gerät, setzt Keinzell seine Schwarzen Schwingen ein und tötet die angreifenden Ritter.
Elsaria lässt Keinzell und die anderen evakuieren, doch ihr Schiff wird von Glenn und dessen Gefolgsleuten persönlich entern. Auf dem Flügel des Schiffs erkennt Glenn Keinzell sofort als Ascheriit und erklärt ihm, dass er seine Ambitionen nicht durch eine kleine Sünde in der Vergangenheit ruinieren lassen könne. Keinzell wird wütend über Glenns verachtende Aussage, dass der Mord an ihm und den anderen sowie das Beschmutzen ihrer Namen nichts weiter als eine kleine Sünde seien. Glenn erklärt, er habe einen zweiten Körper vorbereitet, als er spürte, dass etwas aus der Vergangenheit hochkomme. Er lasse sich einen Symbionten der Wischtech einpflanzen, der nach Glenns Tod dessen Körper und alles, was ihn ausmachte, verschlinge, um zu einem jüngeren und stärkeren Glenn mit den gleichen Ambitionen zu werden. Glenn bietet dem Kaiser an, abzudanken und zu überleben – was der Kaiser ablehnt. Daraufhin wird er von Glenn tödlich verwundet. Keinzell greift Glenn wutentbrannt an, wird jedoch sofort abgewehrt. Keinzell drückt dann sein Bedauern aus und fragt, wenn er nicht mehr Glenn sei, wer dann Keinzell sei, da er offenbar nicht mehr Ascheriit sei. Glenn entgegnet, dass er Keinzell nicht mehr mit dem legendären Ascheriit vergleichen könne, der unerreichbare Fähigkeiten besaß. Er erklärt, dass er plane, die Wischtech zu vernichten und einen neuen Krieg auszulösen. Ikfes mischt sich ein, ruft „Los, Glenn!“ und will den Kaiser beschützen. Zusammen mit Keinzell können sie Glenns Gefolgsleute abwehren. Einer von Glenns Begleitern zerstört den Flügel des Schiffs, sodass es zu stürzen beginnt. Um Glenn zu besiegen, führen Ikfes und Keinzell gleichzeitig ihre Schwarzen Schwingen aus. Sie töten Glenns Begleiter, doch Glenn nutzt sein Himmelsphantom und zerschlägt die Schwarzen Schwingen. Glenn erklärt, er habe diese Technik durch das Studium der acht Grundformen entwickelt, um Keinzell oder Ikfes, die ihm gefährlich werden könnten, zu besiegen. Er sagt zu Keinzell, dass dieser nur noch Geschichte sei und keine Gefahr mehr darstelle. Er lädt Keinzell ein, gegen ihn zu kämpfen, falls dieser den Absturz überlebe. Keinzell wird von Ato und Genranpen gerettet, und der sterbende Kaiser ruft nach Ascheriit.

## Charaktere

### Keinzell
Keinzell (ケインツェル, Keintseru) ist ein Halbmensch. In der Vergangenheit war er bekannt als der Schwertmeister Ascheriit (アシェリート, Asherīto). Er verschlang halbtot eine Hochelfe, was seine Regeneration zur Folge hatte. Er hat langes, weißblondes Haar, welches er zu zwei Zöpfen mit zwei Messern am Ende geflochten hat, rote Auge, lange spitze Ohren und den Körper eines Kindes. Auf seinem Körper befinden sich unzählige Narben, welche vom Mordversuch der sieben Helden herrühren. Meist trägt er eine Rüstung, die ihn muskulöser wirken lässt als er eigentlich ist. Er besitzt unglaubliche Schwertkampffähigkeiten und beherrscht eine spezielle Technik namens Schwarze Schwingen, mit der er die meisten seiner Gegner mit einem Schlag töten kann. Seine Kraft nimmt zu, wenn er unter dem Licht des Mondes steht. Dann ist er auch in der Lage, sein Schwarzes Schwert zu verwenden. Hierbei handelt es sich um vier riesige Klingen, welche er aus seinem rechten Unterarm wachsen lassen kann. Dank seines Elfenblutes besitzt er auch eine starke Nachtsicht, wodurch er auch nachts oder an dunklen Orten keine Probleme hat. Wenn beide Monde Saalandiens voll sind, sind die Heilungskräfte seines Elfenblutes stark genug, um ihn selbst vom Rand des Todes zurückzuholen und abgetrennte Gliedmaßen vollständig nachwachsen zu lassen. Wenn er seine ganze Elfenkraft nutzt, wachsen ihm Flügel. Er kann diese sowohl nutzen, um kurze Distanzen zu fliegen, als auch zum Angreifen, wobei die Flügel wie Klingen wirken. Er ähnelt von der Erscheinung her dann sehr der Hochelfe, die er verschlang. Dieser Zustand verbraucht so viel Kraft, dass er auf Piepsis Größe schrumpft und mehrere Tage Bettruhe braucht. Durch sein Elfenblut ist er in der Lage, die stummen Schreie der Seelen von Menschen mit Elfenblut zu hören, wenn dieser Schrei laut genug ist. Dies zeigte er, als er Piepsi in Ahadod Shado hörte und als er die Stimmen der eigentlich hirntoten Elitewache von Schtemwölch hörte. Schtemwölch bezeichnet Keinzell als perfekte Fusion aus Mensch und Elfe. Neben seinen Schwertkünsten ist Keinzell auch ein begabter Schmied. Er hat es sich zum Ziel gemacht, die Sieben Helden, welche ihn und die anderen betrügerischen Lanzen umbringen wollten, aufzuspüren, da er und die drei anderen der betrügerischen Lanzen die wahren Helden waren und die Mission zu Ende brachten, während die Sieben am Rand des Todwaldes aufgaben und ihnen dann auflauerten.
Keinzell kann auch sehr fürsorglich sein, da er auch oft an seine Gefährten denkt und diese beschützt. In den Grenzländern entlarvte er die Betrügerischen Lanzen als Nachahmer und wurde bekannt als der Held der Grenzländer. Nachdem er den ersten der sieben Helden getötet hat, wird er bekannt als der Rebellische Heldenmörder.

### Ato
Ato (アト) ist die dritte Prinzessin des Landes Kscharlund (クシャールンド, Kushārundo). Sie hat einen eher jungenhaften Körper und kann auch leicht für einen Jungen gehalten werden. Sie ist eine gute Schwertkämpferin, wobei ihre bevorzugte Waffe eine Doppelklinge ist. Aber auch mit zwei Schwertern ist sie sehr begabt. Sie ist auch eine begabte Reiterin von Schwingenwölfen und Flugdrachen. Anfangs wird sie von Güsstave dazu gezwungen, Keinzell anzugreifen, um ihren Bruder Klato zu retten. Sie schwört Keinzell Rache, als sie mit ansieht, wie dieser ihren Bruder Klato tötet. Sie vergisst ihre Rache, als ihr klar wird, dass Keinzell Klato nur erlöst hat und Klato nicht wollen würde, dass sie von Rache zerfressen wird. Sie schließt sich daraufhin Keinzell an. In der freien Stadt Jullas Abllas wird sie schwer verletzt und Keinzell gibt ihr sein Blut und akzeptiert sie als Schülerin. Durch das Elfenblut durchlief Atos Körper einige Veränderungen. So wurde ihr schwarzes Haar weiß; sie bekam Nachtsicht; ihre Haut wurde heller und aus ihren Wunden wuchsen flügelähnliche Fortsätze. Später verliert sie die Elfenkraft von Keinzell größtenteils und ihr Körper wird wieder wie zuvor, das Einzige, was bleibt, sind einige weiße Haarsträhnen im Bereich der Stirn. Vor dem Heldenkrieg erhält sie eine spezielle von Keinzell geschmiedete Doppelklinge, welche sie in der Mitte trennen und als zwei Schwerter verwenden kann.

### Piepsi
Piepsi (ピーピ, Pīpi) ist ein junges Halbmenschenmädchen vom Stamm der Miruel-Mirael und trägt, wie alle Halbmenschen, Elfenblut in sich. Sie trifft Keinzell in der Grenzstadt Rielde Velem, wo sie versuchte, sich heimlich ins Kaiserreich zu schmuggeln. Als sie entdeckt wird, bekommt sie Hilfe von Keinzell und Wid. Ihre ganze Familie und ihr Dorf wurden von der Schwarze-Schwingen-Schwert-Armee getötet. Ihr richtiger Name ist unbekannt, da Keinzell sie beim ersten Treffen Piepsi nannte und seitdem von allen so angesprochen wird. Sie hat spitze Ohren, Nachtsicht und starke magische Fähigkeiten. So hatte eine von Eltzen beschworene Feuerechse die Größe einer kleinen Katze, während die gleiche Feuerechse die Größe eines ausgewachsenen Bernhardiners hatte, nachdem Piepsi diese beschwor. Piepsi mag es, normale Klamotten zu tragen und fühlte sich in den freizügigen Klamotten, die sie in Rielde Velem von Altheas-Mitarbeiterinnen bekam, und in denen, die sie als Tänzerin tragen musste, sichtlich unwohl.
Sie weiß, dass sie körperlich schwach ist und versucht, keinem zur Last zu fallen. Sie wird trotzdem Teil von Keinzells Team und begleitet diesen. Während Glenns Rebellion bekommt sie als Reittier einen zahmen Bären.

### Genranpen
Genranpen (ゲランペン) ist ein großer muskulöser Mann mit dem Herzen einer Frau. Er war früher ein Zenturio von Fargo und Schtemwölch. Seine Aufgabe war es, Frauen mit Elfenblut zu Schtemwölch und Fargo zu bringen, wobei er nicht wusste, was mit ihnen passierte. Er bereut seine Taten, als er mithilfe von Keinzell erfährt, was mit den Frauen passierte. Nach dem Ableben von Schtemwölch und Fargo wird er für tot gehalten, da das Gewölbe, in dem er sich aufhielt, zusammenstürzte. In Jullas Abllas stellt sich heraus, dass Genranpen überlebte, weil Fargos Parasit, welcher aus einigen der entführten Frauen gezüchtet worden war, Fargos toten Körper verlassen und sich, um zu überleben, an Genranpen geheftet hat. Seitdem besitzt er vier Tentakel, die aus seinem Körper wachsen. Diese Tentakel kann er frei kontrollieren und versteckt er meistens unter einem langen dunklen Mantel. Er schließt sich wie Ato und Piepsi Keinzell an und trainiert öfters mit Ato.
Er achtet sehr auf sein Äußeres und schämt sich wegen seiner Tentakel. Er sieht sich selbst eher als ein weibliches Wesen und bezeichnet sich selbst als Kriegselfe welche die Götter beschützt. Er ist aber auch teilweise schnell beleidigt, dies war der Fall, als der König der Wälder ihn als Landoktopus bezeichnete und er herausfand, dass alle aus Keinzells Team bis auf ihn Nachtsicht haben. Dies bezeichnete er als: „Gemein!“

### Althea
Althea (アルテア, Arutea) ist eine junge Frau mit einem sehr weiblichen Körper. In der Grenzstadt Rielde Velem war sie die Besitzerin einer unterirdischen Bar, welche ihr als Tarnung für ihre Aktivitäten als Schmugglerin diente. Sie verhalf Leuten zu illegalen Grenzübertritten, wenn diese sonst keine Möglichkeit hatten. Sie half Wid dabei, zusammen mit Keinzell und Piepsi die Grenze zu übertreten. Da Keinzell gezwungen war, eine andere Route zu nehmen, erreichte sie mit Wid und Piepsi allein ein kleines Flugdrachenschiff. Mit der Zerstörung der Tausend Steinlanzen durch Keinzell endete auch ihre Tätigkeit als Schmugglerin. Sie wollte zusammen mit vielen Halbmenschen ein Dorf aufbauen, weil sie dem Großteil dieser Leute zum Grenzübertritt verhalf. Nachdem Keinzell das mutierte Wesen, welches aus den Eltern eines Halbmenschen bestand, tötete und Fargo den Arm abschlug, entschied sie sich dazu, Keinzell weiter zu begleiten.
In Jullas Abllas versteckte sie sich mit Ato und Piepsi in einer Bar, die einer alten Bekannten von ihr gehörte, und arbeitete dort als Bedienung, während Ato und Piepsi Tänzerinnen waren. Als Balester die freie Stadt angreifen ließ, agierte sie als Mediatorin zwischen den bewaffneten Bürgern und der Bürgerwehr, da die Kommandanten der beiden Truppen von ihr über die Grenzen geschmuggelt worden waren. Nach dem Tod von Balester und dem einkehrenden Frieden in der Stadt wurde sie zur neuen Kommandantin der bewaffneten Bürger und blieb in Jullas Abllas, während Piepsi zusammen mit Elsaria und Genranpen weiterreiste.

### Die Sieben Helden
Die Sieben Helden (七英雄, Shichi Eiyū) sind die Krieger, welche von der Mission zur Schließung der Lücke im Bannkreis, welcher das Kaiserreich vom Reich der Wischtech trennt, lebend zurückkehrten. Sie haben die Mission nie zu Ende gebracht, sondern waren im Todwald umgekehrt, weil sie zu viel Angst hatten weiter zu gehen. Sie lauerten den vier anderen Kriegern auf, welche die Mission erfüllt hatten, schlachteten diese ab und brandmarkten sie als die Betrügerischen Lanzen.

#### Schtemwölch
Landgraf Schtemwölch (シュテムヴェレヒ, Shutemuverehi) war einer der sieben Helden und Herrscher über die Landgrafschaft Mollan (モラン, Moran). Er war einmal ein Bergräuber und Steinmetz. Er wurde vom Kaiser zu einem der vierzehn Krieger ernannt, welche die Lücke im Bannkreis schließen sollten. Im Krieg half er dabei, eine gigantische erbeutete Dämonenwaffe der Wischtech wieder in Betrieb zu nehmen, mit der die Wischtech weiter zurückgedrängt werden konnten. Im Jahr 3992 nach der Göttlichen Schenkung führte er in seiner Burg mit Hilfe einer Sekte, welche die Kunst der Wischtech verehrte, Experimente mit Frauen durch, die Elfenblut besaßen. Er suchte dadurch eine Möglichkeit, dem Altern und selbst dem Tod zu entrinnen. Er hatte manche der Frauen zu geistlosen Kriegerinnen gemacht. Andere hatten ein schlimmeres Schicksal. Er konnte Keinzell kurzzeitig die Stirn bieten und überlebte sogar die Schwarzen Schwingen, weil er seinen Körper mit Stücken der Frauen verbessert hatte. In Keinzell sah er die perfekte Fusion aus Mensch und Elfe. Die Frauen, die Sektenmitglieder und Schtemwölch selbst wurden von Keinzell getötet, als dessen Elfenkraft außer Kontrolle geriet. Er war der erste der sieben Helden, der Keinzells Klinge zum Opfer fiel.

#### Balester
Festungsgraf Balester (バレスター, Baresutā) war einer der sieben Helden und Herrscher über die Festungsgrafschaft Lemda (レムダ, Remuda). Er war der Sohn eines reichen Kaufmanns und wurde Soldat, da er keinerlei kaufmännisches Talent besaß. Er ist sehr eifersüchtig auf Glenn, da dieser ein neues Flugdrachenmutterschiff in der freien Stadt Jullas Abllas bauen durfte und er nicht, obwohl die Stadt in seinem Territorium lag. Er ließ heimlich eine schwebende Festung bauen und wollte Jullas Abllas zerstören. Nach Schtemwölchs Tod wurde er überaus paranoid und unberechenbar, da er das nächste Ziel auf Keinzells Route war. Seine Festung wurde durch Elsaria im neuen Flugdrachenmutterschiff stark beschädigt, wodurch er einen Nervenzusammenbruch erlitt. Er war der Zweite der sieben, der Keinzells Klinge zum Opfer fiel.

#### Ischüden
Drachengraf Ischüden (イシューディーン, Ishūdīn) ist einer der sieben Helden und Herrscher über die Drachengrafschaft Lodien. Er wurde vom Kaiser zu einem der vierzehn Krieger ernannt, welche die Lücke im Bannkreis schließen sollten. Er ist Glenn treu ergeben und unterstützt diesen mit Flugdrachenschiffen und seinen Soldaten.

#### Güllengurv
Mondgraf Güllengurv (ギュレングルフ, Gyurengurufu) war einer der sieben Helden und Herrscher über die Mondgrafschaft Roggo (ロゴ). Er wurde vom Kaiser zu einem der vierzehn Krieger ernannt, welche die Lücke im Bannkreis schließen sollten. Als Mondgraf war es mitunter seine Aufgabe, die Tempeljungfrau der Mondenburg zu beschützen, welche die Zukunft vorhersagen kann. Er war der Fünfte, der von Keinzell getötet wurde.

#### Nirgenfeld
Burggraf Nirgenfeld (ニルゲンフェレト, Nirugenfereto) war einer der sieben Helden und Herrscher über die Burggrafschaft Zighiid (ツィクヒート, Tsikuhīto). Er wurde vom Kaiser zu einem der vierzehn Krieger ernannt, welche die Lücke im Bannkreis schließen sollten. Er war der Vierte, der von Keinzell getötet wurde.

#### Rebelont
Graf Rebelont (レベロント, Reberonto) war einer der sieben Helden und Herrscher über das Fürstentum Krohzen (クローツェン, Kurōtsen). Er wurde vom Kaiser zu einem der vierzehn Krieger ernannt, welche die Lücke im Bannkreis schließen sollten. Er ist sehr stolz auf seine Kurzdracheneinheiten und war für seine brutale Art der Kriegsführung bekannt. Darüber hinaus war er der wahrscheinlichste Kandidat, der nächste Kaiser zu werden. Er hatte mehrere Kinder, welche er teilweise zu Tyrannen erzogen hatte. Er nahm Ikfes in seine Dienste und ließ ihn gegen Keinzell antreten, nur um Keinzell mit einer Dämonenwaffe beinahe zu töten. Als das Volk von Jebr sich daraufhin gegen ihn erhob, ließ er es durch die Dämonenwaffe seiner Flugdrachenmutterschiffe töten. Er wurde zum Oberbefehlshaber der Armee ernannt, indem er bei der Tafelrunde der zehn Königlichen Familien einige Mitglieder bestach und die Ländereien der anderen belagern ließ. Er plante, einen Krieg gegen die Wischtech vom Zaun zu treten. Wegen seiner brutalen Methoden und seines regelrechten Amoklaufs mit der Armee planten die Kurfürsten, den nächsten Kaiser einzusetzen, um Rebelont seine Privilegien zu entziehen und wieder Frieden herrschen zu lassen.
Rebelont wurde im Heldenkrieg vom zurückgekehrten Glenn in seine Burg in der Hochebene von Dollbaranas zurückgedrängt, wo er vollkommen der Panik verfiel. Er wurde von Keinzell getötet, nachdem all seine Truppen besiegt worden waren und sogar seine eigenen Kinder ihn an Glenn verraten hatten.

#### Glenn
Graf Glenn (グレン, Guren) war einer der sieben Helden und Herrscher über das Fürstentum Jebr. Er ist der Sohn des Kaisers und wurde vom Kaiser zu einem der vierzehn Krieger ernannt, welche die Lücke im Bannkreis schließen sollten. Nach seinem Abschluss an der Militärakademie in der Kaiserstadt besuchte er im Jahr 3964 nach der Göttlichen Schenkung die Schwertburg, wo er seine Schwertkunst verbesserte und auf den damals erst zwölfjährigen Ascheriit traf. Er war derjenige, der damals vorgeschlagen hat, die Vier zu ermorden und stach Ascheriit das linke Auge aus. Er gründete den Orden der Sieben Lanzen, wo er viele Talente Leute zu Rittern ausbilden ließ. Der Orden diente auch als seine persönliche Einsatztruppe. Er nimmt den jungen Ikfes unter seine Fittiche, macht diesen zu seinem Sklavenritter und lässt ihn in der Schwertburg ausbilden. Glenn wird bei der Jagd auf den Rebellischen Heldenmörder von Keinzell getötet.
Später kehrte er allerdings von den Toten zurück und war sogar verjüngt. Das einzige, was an seinen Tod erinnert, ist eine große Narbe, wo Keinzell ihm die tödliche zugefügt hatte. Zwischen ihm und Rebelont entbrennt der sogenannte Heldenkrieg. Nach Rebelonts Tod beginnt er eine Rebellion gegen das Kaiserreich, wobei er seine Truppen mit einer Medizin namens Gungnir Tropfen stärkt, welche sie in Monster verwandelt, wenn ihr Wille zu schwach ist. Bei der Belagerung der Burgen Zaafia und Sorrngdo zerschlägt er mit seiner neu entwickelten Technik Himmelsphantom die simultan ausgeführten Schwarzen Schwingen von Keinzell und Ikfes. Er offenbart Keinzell dann, wie er es schaffte, von den Toten zurückzukehren. Er ließ sich schon vor langem einen durch Wischtech Magie künstlich erzeugten Symbionten einpflanzen, welcher bis zu seinem Tod inaktiv war. Glenns Tod führte dazu, dass der Symbiont Glenns Körper und damit seine Ambitionen, seine Ideen, Wertvorstellungen etc. und seine Seele aufnahm, danach nahm der Symbiont menschliche Gestalt an und somit war Glenn in einem jüngeren und besseren Körper wiedergeboren. Trotz seiner neuen Stärke hat er immer noch eine gewisse Furcht vor Ascheriit.

### Die vier Betrügerischen Lanzen

#### Kfer
Kfer (クファー, Kufā) Jabnaress war der Herrscher über die Kriegerklans des Fürstentums Jebr. Er wurde vom Kaiser zu einem der vierzehn Krieger ernannt, welche die Lücke im Bannkreis schließen sollten. Er war ein meisterhafter Schwertkämpfer und lehrte Ascheriit den Schwertkampfstil der Jabnaress. Ihm war es nie gelungen, gegen Ascheriit mehr als ein Unentschieden zu erringen. Für die Mission ließ er seine damals schwangere Frau zurück. Er war ein sehr treuer und fürsorglicher Mensch und bot Ascheriit an, ihn nach der Mission als Sohn aufzunehmen. Er verheimlichte Ascheriit nicht, dass er wollte, dass Ascheriit Kfers Sohn ausbildet und ihn somit zum nächsten Schwertmeister zu machen, Ascheriit nahm das mit Humor. Nachdem er mit Güsstave, Krentel und Ascheriit die Lücke geschlossen hatte, wurde er zusammen mit den anderen drei, von den sieben Helden getötet. Nach seinem Tod wurde sein Name von den sieben Helden durch den Dreck gezogen, was dazu führte, dass in Jebr ein Bürgerkrieg ausbrach.

#### Krentel
Krentel (クレンテル, Kurenteru) war ein junger magisch begabter Krieger aus den Grenzgebieten. Er wurde vom Kaiser zu einem der vierzehn Krieger ernannt, welche die Lücke im Bannkreis schließen sollten. Seine bevorzugte Waffe war die Magie, welche er auf Papier schrieb und dann wie Talismane verwendete. Nachdem er mit Güsstave, Kfer und Ascheriit die Lücke geschlossen hatte, wurde er zusammen mit den anderen drei, von den sieben Helden getötet. Nach seinem Tod wurde sein Name von den sieben Helden durch den Dreck gezogen.

#### Güsstave
Güsstave (ギュスタフ, Gyusutafu) war eine junge begabte Kriegerin aus den Grenzgebiete, die für ihre Geschicklichkeit bekannt war. Sie wurde vom Kaiser zu einer der vierzehn Krieger ernannt, welche die Lücke im Bannkreis schließen sollten. Nachdem sie mit Krentel, Kfer und Ascheriit die Lücke geschlossen hatte, wurde sie zusammen mit den anderen drei, von den sieben Helden getötet. Nach ihrem Tod wurde ihr Name von den sieben Helden durch den Dreck gezogen.

#### Ascheriit
Ascheriit (アシェリート, Asherīto) war ein meisterlicher Krieger und der jüngste Träger des Titels Schwertmeister (刃匠, Burattomaisutā = [Blattmeister]) der Geschichte. Er wurde vom Kaiser zu einem der vierzehn Krieger ernannt, welche die Lücke im Bannkreis schließen sollten. Seine genaue Herkunft ist unbekannt, da er als Säugling von einem Schmied im Wald gefunden worden war. Das einzige, was er damals von seinen richtigen Eltern hatte, war ein Klumpen Feen-Erz. Der Schmied konnte dieses Erz nicht bearbeiten, aber im Alter von fünf Jahren schmiedete Ascheriit aus dem Erz ein meisterliches Schwert, in dem er die Bewegungen des Schmiedes nachahmte, den er immer beobachtet hatte. Kurz darauf wurde Ascheriit zum persönlichen Schwertschmied des ehemaligen Schwertmeisters Rudift. Im Alter von zwölf brachte er persönlich ein Schwert zu Rudift in die Schwertburg. Dort wurde er von einigen adligen Schülern drangsaliert, welche dann von einem der Lehrmeister bestraft wurden. Lehrmeisterin Gurie wollte ihm zur Selbstverteidigung die Acht Grundformen der Schwertkunst der Schwertburg lehren. Nachdem sie ihm kurz die Bedeutung der Formen erklärt hatte, führte er sie beinahe perfekt, nachdem er den Schülern kurz zugesehen hatte. Kaum drei Monate später führte er zum ersten Mal die Schwarzen Schwingen aus, welche die höchste Form der Schwertkunst der Schwertburg sind, um Rudift vor einem Mörder zu retten. Im Alter von sechzehn trug er bereits den Titel Schwertmeister und begab sich auf die Mission, auf der er seine Schwertkunst weiter verbesserte. Vor dem Beginn der Mission schmiedete er die vierzehn Lanzen aus Feenz-Erz, welches ihm der Kaiser zur Verfügung stellte. Auf den Schlachtfeldern diente er als große moralische Stütze für die Truppen. Am Ende der vierjährigen Mission, welche er mit Kfer, Krentel und Güsstave erfolgreich erfüllte, wurde er von den anderen sieben verraten und abgeschlachtet. Ihm wurden tiefe Wunden an der Brust zugefügt, die Arme abgehackt und das linke Auge von Glenn ausgestochen. Ascheriit überlebte diesen Mordanschlag und verschlang halb wahnsinnig vor Fieber und Schmerzen eine Hochelfe, die im Todwald lebte. Sein Körper wurde geheilt und wiedergeboren. Von da an nannte er sich Keinzell.

### Die Schwertburg
Die Schwertburg ist eine Akademie in der Mondgrafschaft Roggo, wobei sie autonom ist und eher zur Kaiserstadt gehört. In der Akademie werden Schüler ab fünfzehn Jahren in der Schwertkunst des sogenannten Roggo-Systems gelehrt, die aus acht Grundformen besteht. Die Schwertburg und das Fürstenturm Jebr entrissen sich immer gegenseitig den Titel Schwertmeister.

#### Rudift
Rudift war der Schwertkämpfer, welcher vor Ascheriit den Titel Schwertmeister trug und die Kunst der Schwarzen Schwingen beherrschte. Er war ein talentierter Schwertkämpfer und Lehrer, welcher in der Schwertburg die Schwertkunst des Roggo-Systems lehrte. Auf Bitten eines guten Freundes (Ascheriits Ziehvater) von ihm, besuchte er Ascheriit seit dessen siebten Lebensjahres. Während dieser Besuche beriet er ihn und verfolgte dessen Entwicklung mit Freude. Er machte Ascheriit zu seinem persönlichen Schwertschmied, da dessen Klingen die anderer Schmiede übertrafen. Er nahm Ascheriit offiziell als Schüler an, als dieser im Alter von Zwölf Jahren und dreimonatigem Training die Schwarzen Schwingen beinahe perfekt ausführte.

#### Gurie
Gurie ist eine geschickte Schwertkämpferin Lehrerin und momentane Leiterin der Schwertburg. Sie hat eine freundliche Persönlichkeit und wollte dem zwölfjährigen Ascheriit die Acht Grundformen lehren, nachdem sie mit angesehen hatte, wie ein paar ihrer Schüler Ascheriit drangsalierten. Nach der Rückkehr der sieben Helden trauerte sie lang um Ascheriit und übernahm die Schwertburg. Im Laufe der Jahre bildete sie Ikfes aus, der später den Titel Schwertmeister verliehen bekam und ihm wieder Prestige gab. Sie sagt mit Stolz, dass unter ihrer Führung gleich zwei Schwertmeister hervorgingen. Als sie sieht wie Keinzell gegen ihre ehemalige und zu Glenn übergelaufene Schülerin Desida kämpft, glaubt sie, er sei ein Schüler eines Absolventen der Schwertburg. Als Keinzell die Schwarzen Schwingen einsetzt, erkennt sie ihn als Ascheriit, da neben ihm nur Ikfes diese einsetzen können. Sie war überglücklich, dass Ascheriit zurückkehrte und sogar die Mission erfüllen konnte. Obwohl Keinzell schon lange nicht mehr ihr Schüler ist, bringt dieser ihr immer noch den gleichen Respekt gegenüber. Dieser Respekt geht so weit, dass sie ihn wie einen Schüler anschnauzen kann und dieser es einfach hinnimmt. Sie war enttäuscht und wütend darüber, wie Keinzell das Schwert führt, da sie beim Übungskampf genau merkte, dass er einen Rückschritt gemacht hatte. Sie hatte gehofft, bei Ascheriits Rückkehr neue Schwertechniken zu sehen. Sie half Keinzell dabei, in die Kaiserstadt zu kommen und war dabei, als der Kaiser starb.

#### Ikfes
Ikfes (イクフェス, Ikufesu) Jabnaress ist der einzige Sohn von Kfer Jabnaress und der wahre Herrscher über das Fürstentum Jebr. Seine Mutter musste ihn versteckt aufziehen, da ihr Familienname durch die Sieben Helden in den Dreck gezogen und mit dem Stigma des Verrats gebrandmarkt wurde. Er wurde von Glenn als Sklavenritter aufgenommen und wurde in der Schwertburg von Meisterin Gurie ausgebildet. Er wollte den Rebellischen Heldenmörder zur Strecke bringen, um seine Familienehre wiederherzustellen, seiner Mutter und seinem Halbbruder ein gutes Leben zu ermöglichen und den Titel Schwertmeister erhalten, um diesem Titel den alten Ruhm wiederzugeben. Keinzell besiegte ihn in Jullas Abllas, woraufhin Ikfes kurzzeitig sehr gekränkt war, da Keinzell die Schwarzen Schwingen einsetze und er, diese eigentlich sofort tödliche Technik, überlebte. Von Glenn erhielt er das Schwert aus Feen-Erz welches Ascheriit mit fünf Jahren schmiedete. Nach Glenns Tod schloss er sich Rebelont an, um noch einmal gegen Keinzell kämpfen zu können.
In Jebr stellte er sich erneut Keinzell und konnte die Schwarzen Schwingen einsetzen, nachdem Keinzell ihn ermutigte, indem er ihm von Kfer erzählte. Er schaffte es, Keinzell zu besiegen, und wollte diesem aufhelfen, um sein Schüler zu werden, aber Rebelont ließ Keinzell mit einer Dämonenwaffe abschießen. Nach Keinzells vermeintlichem Tod wurde er zum Schwertmeister ernannt. Ikfes wurde später vom wiederauferstanden Glenn gefangen genommen und konnte während der gegenseitigen Belagerung der Burgen Zaafia und Sorrngdo aus Zaafia fliehen. Er stellte sich angekommenen Glenn zusammen mit Keinzell entgegen. Glenn besiegte beide, indem er mit einer neuen Technik die simultan ausgeführten Schwarzen Schwingen zerschlug. Ikfes schloss sich dann Keinzell und Elsaria an, um Glenns Rebellion zu beenden, und erfährt während seiner Regeneration von Keinzell, was wirklich auf der Mission passierte. Mit Keinzell teilt er eine Rivalität und eine Freundschaft, da sie gegenseitig versuchen, den anderen zu übertreffen.

### Der Orden der sieben Lanzen
Der Orden der sieben Lanzen (七槍騎士団, Shichizō Kishidan) ist ein Ritterorden, der von Glenn ins Leben gerufen wurde. Er ist teils autonom und teils Glenns persönliche Einsatztruppe. Glenn löst den Orden später auf und ruft ihn als Gungnir Ritterorden wieder ins Leben.

#### Rosen
Rosen (ロズン, Rozun) ist ein Ritter des Ordens und Absolvent der Schwertburg. Rosen ist ein begabter Schwertkämpfer und genießt hohes Ansehen innerhalb des Ordens. Im Jahr 3992 reiste er auf Befehl in die Markgrafschaft Gombark im Grenzgebiet jenseits der Tausend Steinlanzen, um mit Hilfe der Dämonenwaffe aus dem Schloss des Markgrafen die Rebellion der Schwarze Schwingen Schwert Armee niederzuschlagen. Er traf auf Keinzell, nachdem dieser den falschen Kfer mit Hilfe des Schwarzen Schwertes getötet hatte. Er glaubte, dass Keinzell der neue Held sei, welcher laut der Tempeljungfrau der Mondenburg in den Grenzgebieten zu finden sei. Als Keinzell dem falschen Ascheriit die wahre Geschichte der Helden offenbarte, hörte er mit und erhob dann selbst das Schwert gegen Keinzell. Er wurde allerdings mit einem Schlag besiegt und kehrte ins Kaiserreich zurück, wo er Glenn Bericht erstattete, ihm aber verschwieg, dass Keinzell Ascheriit ist.
Er war dabei als Keinzell die Burg von Schtemwölch stürmte und war auch derjenige, der Elsaria und ihr Team auf Keinzell ansetzte. Er begleitete Ikfes, als dieser Keinzell nach Balesters Tod herausforderte und konnte nur mit Staunen und Aufregung zusehen, weil er noch nie einen Kampf auf so hohem Niveau zwischen zwei Kämpfern derselben Schwertschule gesehen hat. Nach Glenns Tod trat er mit dem Orden eine Weile in Rebelonts Dienste. Nachdem Rebelont die Dämonenwaffen gegen Keinzell einsetzte, zerstörte Rosen mit anderen Rittern des Ordens diese Waffen, um zu verhindern, dass Rebelont sie gegen das Volk von Jebr richtete. Er wurde mit dem Rest der Ritter eingesperrt und bei der Tafelrunde der zehn Königlichen Familien begnadigt, weil Drachengraf Ischüden sich für ihn verbürgte. Er verlässt den Orden nach seiner Begnadigung.

#### Elsaria
Elsaria Rachankreb (エルサリア・ラハンクレーブ, Erusaria Rahankurēbu) ist die Tochter des Kurfürsten Arksard Rachankreb und eine Ritterin des Ordens der sieben Lanzen, ihr Motto ist: Bade, wann immer du die Möglichkeit dazu hast. Als Tochter eines Kurfürsten genießt sie hohes politisches Ansehen und hat auch starken Einfluss. Sie gehört nicht direkt zu Glenns Leuten, sondern ist mit ihrem Team eher eine autonome Organisation innerhalb des Ordens. Sie ist siebzehn und hat bereits mit fünfzehn Jahren zusammen mit ihren drei Begleitern eine kleinere Rebellion niedergeschlagen, indem sie zu viert in die zahlenmäßig überlegene Armee ritt und den Anführer enthauptete. Sie bewundert die sieben Helden und findet es schade, dass sie nicht im Krieg gegen Wischtech mitkämpfen konnte. Anfangs sieht sie Keinzell als direkten Feind, da er Schtemwölch getötet hatte. Als sie allerdings sieht, wie Keinzell das Volk der freien Stadt Jullas Abllas während der Belagerung durch Balester vor den plündernden Soldaten beschützte, fing sie an, ihn als Held zu sehen und tarnte ihre Unterstützung als Schutz des Volkes. Sie stahl das neue Flugdrachenmutterschiff, das Glenn in Jullas Abllas bauen ließ, behielt es nach Glenns Tod und ließ es nach ihren Plänen umbauen, so wurde auf der Brücke ein Bad eingebaut. Dieses Luftschiff hatte die tausendfache Kampfkraft eines normalen Flugdrachenschiffs.
Kurz vor ihrer Abreise aus Jullas Abllas wollte sie das Monster in der Kanalisation erschlagen, welches sich als Genranpen herausstellt. Sie nimmt dann Piepsi und Genranpen mit auf ihre Reise und erfährt von Piepsi, was wirklich im Todwald passiert ist, und von Keinzells wahrer Identität. Sie trifft Keinzell in Jebr, als sie dort ein Bad in einer heißen Quelle nimmt und stellt ihn zur Rede. Sie wollte nur hören, dass er das Volk beschützt, damit sie ihn als wahren Helden anerkennen und mit ihm zusammen kämpfen kann. Unmittelbar vor Keinzells zweiten Kampf mit Ikfes versprach Keinzell ihr, mit ihr zusammen das Volk zu beschützen. Sie hat einen starken Gerechtigkeitssinn und wollte, dass Rebelont und Balester beide für ihr Vorgehen und ihre Taten verurteilt werden. Ihr Ansinnen scheiterte, da der Kaiser nicht in der Lage war, richtig zu entscheiden. Sie unterstützt Keinzell, nachdem dieser während der Belagerung der Festung Rajgredii durch den Besieger-Klan auf Rebelonts Befehl wieder auftauchte. Als Glenns Rebellion beginnt, reist sie zur Burg Leginuhdz, um Graf Zoldeen zum neuen Kaiser zu machen. Der Graf hatte sich Glenn angeschlossen und Elsaria musste einsehen, dass durch Rebelont, dass Vertrauen der Adligen in das Kaiserreich zu stark beschädigt wurde.

#### Eltzen
Eltzen (エルツェン, Erutsen) ist einer von Elsarias treuen Untergebenen und Teil ihres vierköpfigen Teams. Er kämpft vor allem mit Magie und hat auch mehrere elementare Wesen, wie eine Windelfe namens Suphie und eine Feuerechse (Die Feuerechse übergibt er später an Piepsi, da sie viel mehr Kraft aus der Echse herausholen kann). Er ist sehr belesen und neugierig, was ihm etwas von einem Forscher gibt. Er hat ein überaus gutes Gedächtnis, so weiß er sogar noch die Position der beiden Monde zueinander, als Elsaria Schlüsselereignisse in ihrem Leben hatte, so standen die Monde zu folgenden Ereignissen auf die gleiche Art zueinander: Ihre Geburt, als sie das erste Mal ein echtes Schwert verwendete und als sie das erste Mal auf einem Pferd saß. Auf dem Flugdrachenmutterschiff ist er für das Hauptgeschütz verantwortlich.

#### Dariste
Dariste (ダリステ, Darisute) ist einer von Elsarias treuen Untergebenen und Teil ihres vierköpfigen Teams. Er ist groß und kräftig und seine bevorzugte Waffe ist eine Kette mit einem Dolch am Ende. Er versucht oft ernst zu bleiben, konnte aber nicht anders als verwirrt zu sein, als er zufällig Genranpen in der heißen Quelle überraschte und dieser sich wie eine Frau verhielt.

#### Kalkris
Kalkris (カルクリス, Karukurisu) ist einer von Elsarias treuen Untergebenen und Teil ihres vierköpfigen Teams. Er ist eher klein und schmächtig und seine bevorzugte Waffe ist der von Dariste ähnlich, jedoch ist sie eher wie ein sehr langer Speer. Er macht öfters mal Späße und machte den Vorschlag bei ihrem ersten Aufeinandertreffen mit Keinzell, diesem ein Schwert zu geben, da dieser damals nur mit zwei Dolchen bewaffnet war. Keinzell fand diese Idee einfach wunderbar.

### Kaiser Lagor der dritte
Kaiser Lagor der Dritte ist der Kaiser von Salandien und der Vater von Glenn. Er war seinem Volk ein guter und weiser Herrscher und kämpfte im Krieg gegen die Wischtech mit an vorderster Front und bildete mit Ascheriit eine moralische Stütze. Er schickte die vierzehn Krieger auf die Mission. Er gilt als meisterhafter Schwertkämpfer und wurde seinerzeit nur von Rudift und Ascheriit übertroffen. Glenns Tod löste bei ihm eine tiefe Depression aus. Während dieser Zeit unternahm er nichts gegen Rebelonts Wahnsinn und sollte ersetzt werden. Als Glenns Rebellion beginnt, erhebt er sich, da er sich als Glenns Vater in der Pflicht sieht, seinen wahnsinnigen Sohn aufzuhalten. Er führte mehrere Schlachten, um Bruge zurückzuerobern, und führte persönlich einen kleinen Elitetrupp an, um die Festung Sorrngdo einzunehmen.

### Nebencharaktere

#### Vid
Vid (ヴィド, Viddo) ist der Leibwächter von Prinzessin Charleen (シャーレン, Shāren) von Kscharlund. Früher war er ein Bergräuber, bis Klato in unter seine Fittiche nahm. Vid ist muskulös, hat langes schwarzes Haar und eine Augenklappe über seinem fehlenden Auge. In Rielde Velem trifft er Keinzell und Piepsi und behauptet der Vater der beiden zu sein um sie vor den Mönchen zu schützen. Er bemerkt sofort, dass Keinzell ein fantastischer Kämpfer ist. Er hatte sich in Rielde Velem einquartiert, weil er das Flugdrachenschiff mit Prinzessin Sharleen verfolgt und darauf wartet, dass Althea ihn herüberschmuggeln kann. Er hat einen guten Sinn für Humor und ist ein hervorragender Kämpfer, seine bevorzugte Waffe ist ein Sichelring an einem Draht, den er am Armschutz trägt. Durch seine Erfahrung kann er Menschen gut einschätzen und wusste sofort, dass Ato im Kampf keine Chance gegen Keinzell hätte und er erkannte Keinzell als den Helden der Grenzländer. Er war nicht wütend auf Keinzell, als dieser ihm erzählte, dass er Klato getötet hat, als Keinzell ihm die Umstände erklärt. Er ist ein begabter Reiter von Schwingenwölfen, da er mit Atos Schwingenwolf und Sharlene nach Kscharlund zurückkehrte. Mit Prinzessin Sharlene verbindet ihn nicht nur seine Treue und Ergebenheit, sondern auch eine tiefe romantische Beziehung.

## Veröffentlichung
In Japan erschien die Serie seit Dezember 2004 bis September 2009 im Magazin Young Gangan des Verlags Square Enix, von 2009 bis 2011 wurden keine neuen Kapitel veröffentlicht, erst ab August 2011 wurde die Serie nun bei Monthly Big Gangan (ebenfalls von Square Enix) fortgesetzt und endete im März 2019. Die komplette Reihe umfasst insgesamt 170 Kapitel, welche in Japan mit 24 (23 reguläre Bände und Band 0) Sammelbänden (Tankōbon) abgeschlossen wurde. In Deutschland wurde die Serie von Dezember 2014 bis Juni 2020 von Kazé Manga in 24 Bänden veröffentlicht. Eine englische Übersetzung erscheint bei Yen Press, eine französische bei Editions Ki-oon, eine spanische bei Norma Editorial und eine chinesische bei Sun Ho Culture in Taiwan.

## Anime-Adaption
Vom 11. Januar bis 29. März lief eine zwölf Episoden umfassende Anime-Adaotion im japanischen Fernsehen. Diese entstand in den Studios Satelight und Staple Entertainment.

## Rezeption
Der 17. Band des Mangas verkaufte sich in Japan über 22.000 mal in der ersten Woche, der 18. Band über 17.000 mal. Bei der Japan Expo in Frankreich wurde die Serie 2008 mit dem Preis in der Kategorie Seinen ausgezeichnet.
Die deutsche Zeitschrift Animania schreibt, der Manga richte sich streng nach den Konventionen der Dark Fantasy und biete „kompromisslose, blutige Action“. Dabei sprengten „Sex-, Missbrauchs- und Vergewaltigungsszenen, die oft manchmal nahtlos in detailgetreue Splatter- und Gore-Arien übergehen“ noch den Genre-üblichen Rahmen, nur noch übertroffen von Berserk. Erzählerisch reiche die Serie jedoch nicht an den Genreklassiker heran. Einige der sich in einer düsteren Fantasy-Atmosphäre aus finsteren Burganlagen, Schlachtfeldern und Wäldern tummelnden Charaktere hätten eine kindliche Optik, was die Brutalität der Handlung noch verstärkt. Doch die „mit wenigen Strichen fast nachlässig gezeichneten Gesichter“ wirkten „gelegentlich skizzenhaft und in ihrer Mimik recht blass“. In den drastischen Kampfszenen trete die zuvor aufgebaute Charakterisierung oft völlig in den Hintergrund.